# Odontanthera radians
Odontanthera radians är en oleanderväxtart som först beskrevs av Peter Forsskål, och fick sitt nu gällande namn av D. V. Field. Odontanthera radians ingår i släktet Odontanthera och familjen oleanderväxter. Inga underarter finns listade i Catalogue of Life.